# Alte Post (Potsdam)

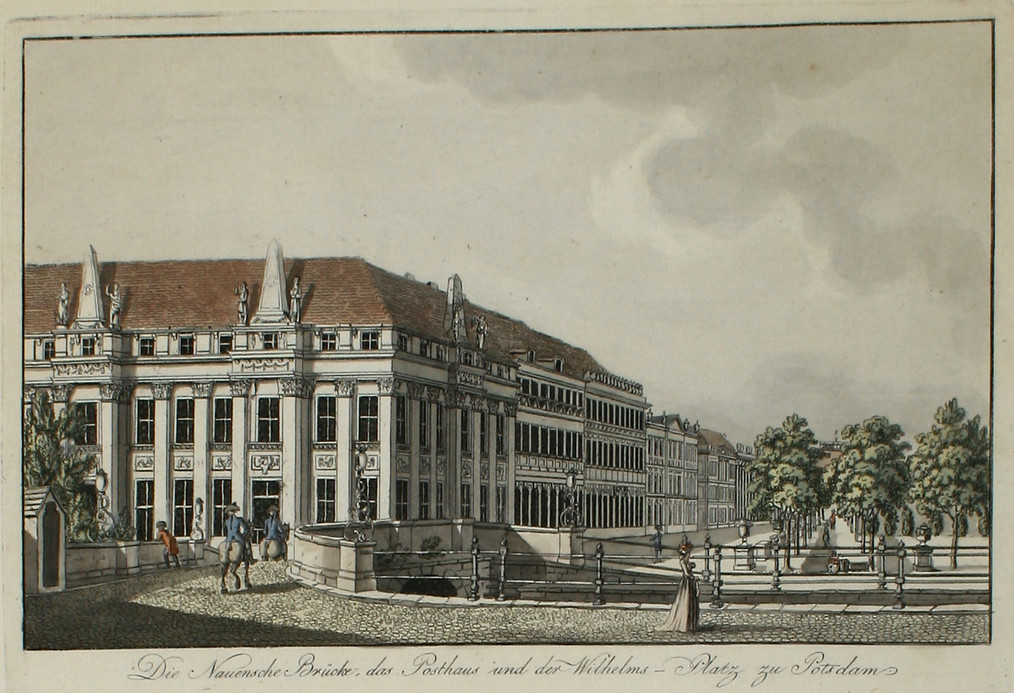
Die Nauensche Brücke, das Posthaus und der Wilhelms-Platz zu Potsdam. Kolorierte Radierung von Johann Friedrich Nagel, um 1796

Die Alte Post war ein spätbarockes Gebäude im Gebiet der ersten barocken Stadterweiterung von Potsdam. Es befand sich an der Ecke der heutigen Friedrich-Ebert-Straße und der Yorckstraße auf der Westseite des Platzes der Einheit. Die Hauptfassade des Gebäudes war zum südlich vorbeiführenden Stadtkanal gerichtet. Die Alte Post wurde beim Luftangriff am 14. April 1945 weitgehend zerstört und die Ruine in der Nachkriegszeit abgetragen. Nach dem 2009 erfolgten Abbruch des 1968/69 auf dem Grundstück erbauten Wohnhochhauses wurde in den Jahren 2015 bis 2016 ein Neubau errichtet, dessen Fassadengliederung Elemente der Alten Post aufnimmt.

## Geschichte

### Vorgängerbau
Das Grundstück der Alten Post wurde im Zuge der ersten Stadterweiterung unter König Friedrich Wilhelm I. mit einem für damalige Potsdamer Verhältnisse repräsentativen Bürgerhaus bebaut. Dieses zweigeschossige Gebäude besaß zum seinerzeit „Nauensche Plantage“ genannten heutigen Platz der Einheit sieben Fensterachsen. Die massive Fassade war durch Lisenen, Putzspiegel und schlichte Fensterrahmungen gegliedert. Eine Giebelgaube und eine zweiläufige Freitreppe betonten die Mittelachse des Hauses. Das mächtige Mansarddach und der aufgrund einer vollständigen Unterkellerung vorhandene Sockel sind typisch für die an „Standespersonen“ vergebenen Potsdamer Häuser aus der Regierungszeit des Soldatenkönigs, wie sie sich nur noch vereinzelt insbesondere entlang des Stadtkanals erhalten haben. Nach Heinrich Ludwig Mangers „Baugeschichte von Potsdam“ bestanden die Innenwände und die Hofseite des Gebäudes aus Fachwerk. Manger gibt die Maße des Hauses mit 94,5 Fuß (entspricht ca. 29,60 Meter) auf der Südseite zum Stadtkanal und 75 Fuß (entspricht ca. 23,50 Meter) auf der Ostseite zur Nauenschen Plantage an.

### Umgestaltung Potsdams unter König Friedrich II.
König Friedrich II. ließ ab 1748 ausgehend vom Stadtschloss die Häuser der Residenzstadt nach seinem Architekturempfinden weitgehend neu errichten. Nach dem Siebenjährigen Krieg hatte die planmäßige Erneuerung der Straßenfronten die Nauensche Plantage erreicht. 1765 wurden die ersten dreigeschossigen Bürgerhäuser nach Plänen Carl von Gontards an der Westseite des Platzes unmittelbar nördlich des Vorgängergebäudes der Alten Post anstelle zweistöckiger Fachwerkbauten aus der Zeit um 1722 errichtet.
Eine Erneuerung des Eckhauses unterblieb vorerst, da der König zunächst lediglich den Ersatz der älteren Bauten mit sichtbaren Fachwerkfassaden durch massive Gebäude anstrebte. Allerdings mussten trotz der Bedenken seiner Fachleute auf Anordnung des Königs zur Kostenersparnis die für die wesentlich leichteren Vorgängerbauten bereits unzureichenden Pfahlgründungen wiederverwendet werden. Schon kurz nach Fertigstellung der Neubauten zeigten sich Schäden, die durch die ungenügende Fundamentierung verursacht wurden. Nach jahrelangen Bemühungen der Hausbesitzer gegenüber dem König und angesichts des sich ständig verschlechternden Bauzustandes ließ Friedrich II. im Herbst 1782 einen Kostenanschlag zum Abtragen und Wiederaufbauen der drei schadhaften Häuser sowie der angrenzenden Gebäude anfertigen, da abzusehen war, dass das Einschlagen neuer Pfähle auch diese irreparabel schädigen würde.
1783 begann die vollständige Erneuerung der Westseite der Nauenschen Plantage vom Stadtkanal bis zur heutigen Ebräerstraße, die aufgrund der komplizierten Gründungsarbeiten erst im folgenden Jahr abgeschlossen werden konnte. Manger widmete dieser ingenieurtechnischen Leistung eine eigene Publikation. Die drei bis heute mitsamt der 1783 geschaffenen Gründungen erhaltenen Häuser (heute Friedrich-Ebert-Straße 112, 113 und 114) wurden beim Wiederaufbau wiederum nach Plänen Carl von Gontards errichtet, wobei Änderungen der Fassadendetails und eventuell sogar der Achszahlen erfolgten.
Der Neubau 1783/84 des später „Alte Post“ genannten „Schlinckschen Eckhauses“ entstand nach Plänen Georg Christian Ungers, eines Schülers Carl von Gontards, der auch für das westlich angrenzende Haus Am Kanal 20 (heute Yorckstraße 2) verantwortlich zeichnete. Das Eckhaus wurde zur Zeit seines Neubaus als Posthaus genutzt: In Potsdam ist kein öffentliches Gebäude zum Posthause bestimmt, sondern der jedesmalige Postmeister muß für eine gewisse Vergütigung den nötigen Gelaß zum Postamte besorgen. Entsprechend der Bestimmung des Hauses erhielten die Fassaden von den Brüdern Johann Christoph und Michael Christoph Wohler geschaffene Puttenreliefs mit ins spielerische gewandelten Postszenen sowie Bekrönungen mit „Meilenzeigern“. Diese waren von Skulpturen flankiert, welche Personifikationen der vier Erdteile Europa, Asien, Afrika und Amerika sowie Merkur und Fama darstellten.
Im Jahre 1790 wurde es von der Postverwaltung für den Preis von 10.000 Thalern angekauft, bis zum 24. Juli 1829 zu Postzwecken benutzt und sodann für 13.805 Thaler öffentlich verkauft.

### Geschichte des Hauses bis zur Zerstörung
Aufgrund der zunächst nicht an ein bestimmtes Gebäude gebundenen Nutzung als Posthaus erfüllte der repräsentative Bau aus der Spätzeit Friedrichs II. diesen Zweck nur für relativ kurze Zeit. 1828 wurde das am nunmehrigen Wilhelmsplatz gegenüberliegende Eckhaus Am Kanal 18 für die Post erworben. Nach Gründung der Oberpostdirektion 1850 sind im Umfeld der Südostecke des Wilhelmsplatzes Erweiterungen für die Nutzung durch die Post vorgenommen worden, die schließlich im Jahr 1900 in der Fertigstellung der neuen „Hauptpost“ gipfelten.
Die Alte Post erfuhr im 19. Jahrhundert eine der repräsentativen Lage gemäße Verwendung als Wohn- und Geschäftshaus. Die drei markanten „Meilenzeiger“ oder Obelisken auf der Attika waren aufgrund von Bauschäden bereits frühzeitig beseitigt worden. Die Nutzung des Erdgeschosses als Bankfiliale zum Anfang des 20. Jahrhunderts durch die Deutsche Bank führte zur Vergrößerung der Erdgeschossfenster und zur Anbringung von Reklametafeln am Haus. Darüber hinaus waren im 19. Jahrhundert zwei Balkone hinzugefügt worden. Der hohe baukünstlerische Wert der Alten Post ist allerdings bereits frühzeitig erkannt worden. Hans Kania würdigte 1915 Ungers Schöpfung in seinem Buch Potsdamer Baukunst als „herrlich“.
Bei den Bombenangriffen auf Potsdam im April 1945 wurde die Alte Post schwer beschädigt, wobei die Fassade zu großen Teilen erhalten blieb. Entsprechend ersten Wiederaufbauplanungen sollte das Haus analog zu zeitgleichen Bauvorhaben in der benachbarten Wilhelm-Staab-Straße hinter der Fassade neu errichtet werden. Allerdings erfolgte dann 1958 der vollständige Abbruch der Ruine. Dem Potsdamer Architekten Christian Wendland gelang seinerzeit noch die Bergung eines Teils des ebenfalls zur Beseitigung vorgesehenen Bauschmucks.

### Neubau des Wohnhochhauses 1968/1969

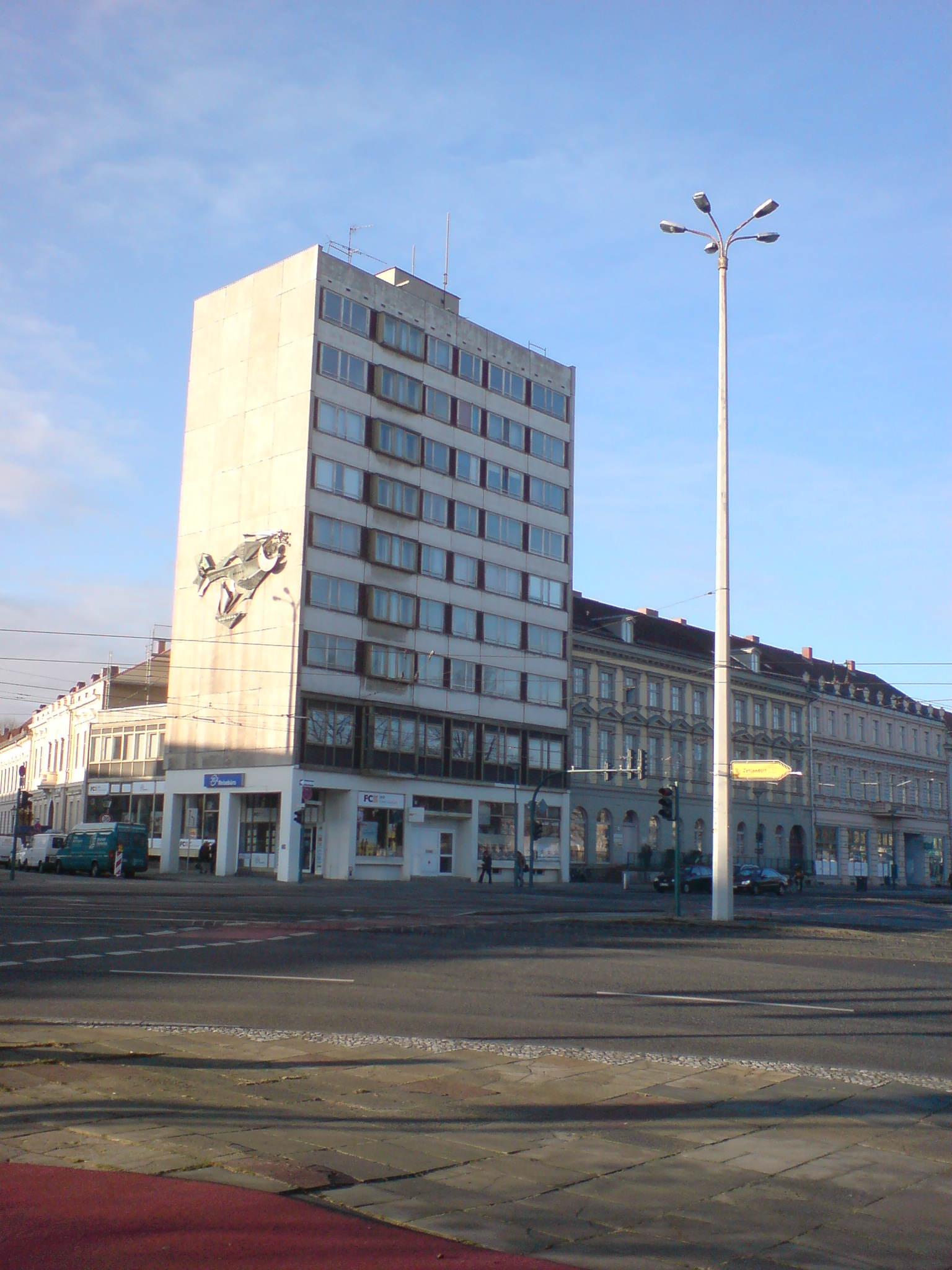
Wohnhochhaus 2007

Ende der 1960er Jahre erfolgte die Neubebauung des Grundstücks der Alten Post, das mittlerweile die Adresse Friedrich-Ebert-Straße 115 besaß, mit einem neungeschossigen Scheibenhochhaus nach Plänen des Architekten Dietrich Schreiner. Die beiden unteren Etagen dienten dem staatlichen Reisebüro der DDR sowie als Leitzentrale der Potsdamer Verkehrsbetriebe. Die sieben Etagen darüber waren in jeweils vier zum Platz der Einheit ausgerichtete Kleinwohnungen mit Laubengangerschließung auf der Westseite aufgeteilt.
Ein zweigeschossiger Anbau auf der Westseite leitete zum 1965 restaurierten Barockgebäude Yorckstraße 2 (ehemals Am Kanal 20) über. Die geschlossene Südfassade des Hochhauses erhielt als besonderen Akzent die Metallplastik „Flugschiff“ des Künstlers Peter Rohn, die auf die Funktion des Hauses als Reisebüro verwies.
Zusammen mit dem im Süden auf der anderen Seite der Yorckstraße gelegenen Eckhaus des „Potsdamer Autosalons“ sowie der schräg gegenüber errichteten Wissenschaftlichen Allgemeinbibliothek war dieser Bereich der Innenstadt Potsdams entsprechend dem Zeitgeist der 1960er Jahre umgestaltet worden.

### Aktuelle Situation

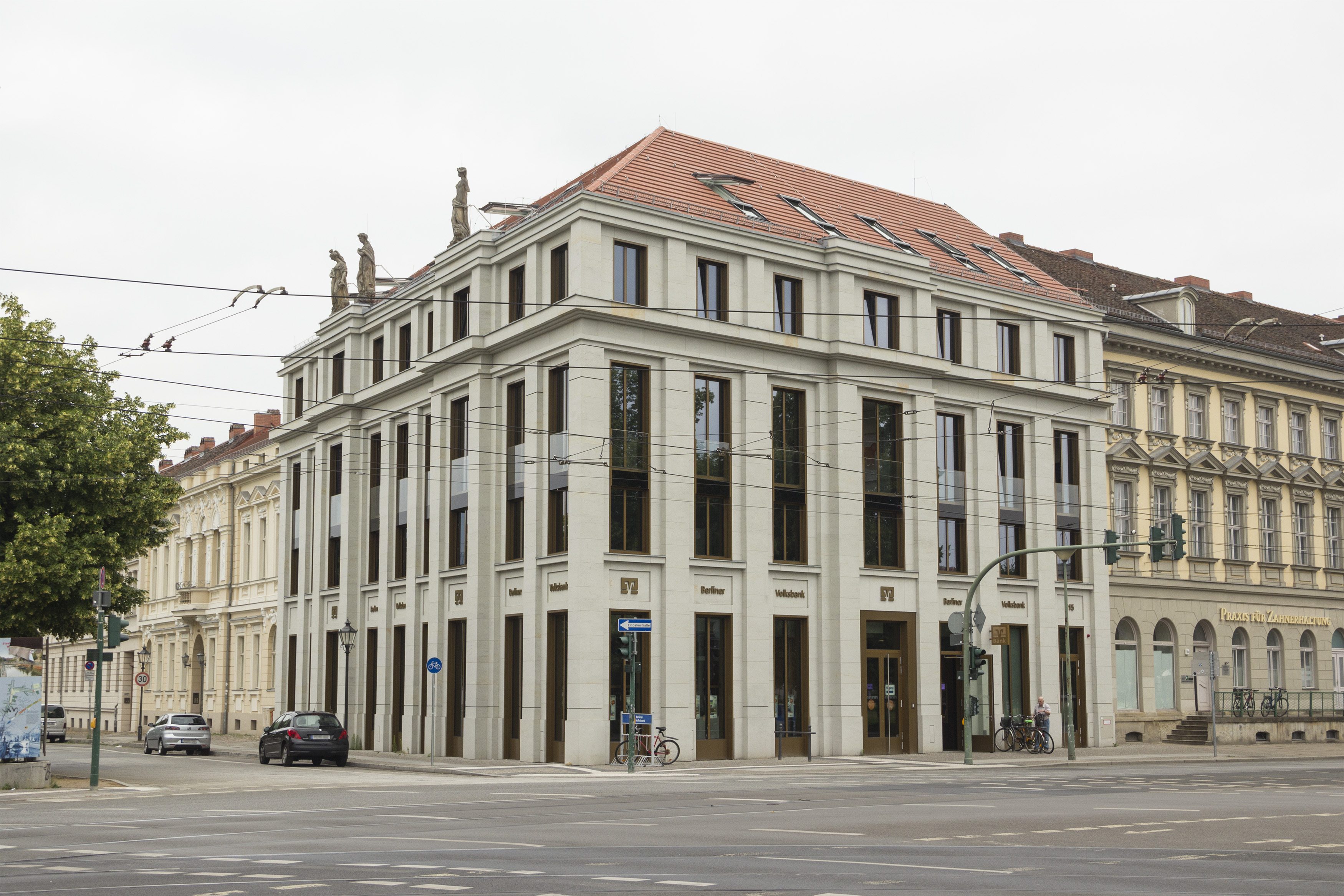
FinanzCenter der Berliner Volksbank in Potsdam. Die Fassade wurde der ehemaligen Alten Post nachempfunden.

Aufgrund der kritischen bis ablehnenden Haltung gegenüber den DDR-zeitlichen Überformungen des Potsdamer Stadtbildes und der Nachkriegsmoderne sowie wegen der ohnehin mittelfristig notwendigen Sanierung des heute als „Haus des Reisens“ bezeichneten Hochhauses erfolgte im Jahr 2009 dessen Abbruch. Die Metallplastik „Flugschiff“ ist hierbei gesichert worden und befindet sich jetzt am Parkhaus in dem Kultur- und Erlebniszentrum „Schiffbauergasse“. 2014 verkaufte die städtische Pro Potsdam GmbH das Grundstück an die Berliner Volksbank, die dort die Einrichtung ihrer Brandenburg-Zentrale plante. Der 2015 begonnene Neubau folgt in seiner Fassadengliederung der Gestaltung des historischen Vorbilds, ohne dieses im Detail zu rekonstruieren.

## Beschreibung
Die Alte Post war ein zweieinhalbgeschossiges Eckgebäude, das zum Stadtkanal (Yorckstraße) neun und zur Nauenschen Plantage (Platz der Einheit) sieben Fensterachsen besaß. Die Gliederung der Fassaden erfolgte durch stark plastisch hervortretende Kolossalpilaster mit Kompositkapitellen, die Erdgeschoss und erstes Obergeschoss zusammenfassten, während das niedrigere dritte Obergeschoss als Mezzanin in der Attikazone untergebracht war. Die dritte und siebte Fensterachse der breiteren Südfassade sowie die Mittelachse der Ostfassade sprangen als Risalite vor, die auf der Attika mit jeweils zwei „achtfüßigen“, das heißt etwa 2,50 Meter hohen, Sandsteinfiguren zuseiten eines „Meilenzeigers“ oder Obelisken bekrönt waren. Die beiden Figuren auf dem zum Platz der Einheit zeigenden Risalit stellten Merkur mit Flügelhelm und einem Briefkuvert und eine geflügelte Fama mit einem Horn dar. Die beiden Risalite zum Stadtkanal waren mit weiblichen Personifikationen der Erdteile versehen: Europa mit Krone und Zepter sowie Kugeln und auf einem Buch stehenden Globus zu ihren Füßen, Asien mit einer Mondsichel in der Hand und einem Turban auf dem Boden, Afrika mit einem Bogen in der Hand und Oberarmreifen sowie Amerika mit einer Bekleidung aus Federn und einem Köcher mit Pfeilen.
Der niedrige Sockel war gebändert und wies nur kleine querrechteckige Öffnungen für Kellerfenster auf. Zwischen Erd- und erstem Obergeschoss befand sich eine Zone mit Puttenreliefs, die in die Putzflächen eingelassen waren und von diesen gerahmt wurden. Über den Reliefs bildete ein mit einem gitterartigen Ornament versehenes Gesims den unteren Abschluss der Obergeschossfenster. Die Pilaster schlossen oben mit einem schlichten Hauptgesims ab, welches nur im Bereich der schmalen Risalite durch Konsolen mit dazwischen befindlichen Gehängen verziert war.
In der Attikazone setzten sich die Pilaster der unteren Etagen als flache Lisenen fort. Die Faschen der Fenster des zweiten Obergeschosses verfügten über in den Ecken angebrachte Konsolen. Darüber schloss sich das Traufgesims an. Das Dach des Gebäudes war ein relativ flachgeneigtes Satteldach. Unger orientierte sich bei seinem Entwurf an der Architektur von Palästen, die der hervorgehobenen städtebaulichen Lage des Hauses entsprach.